# Trung tâm Phim truyền hình Việt Nam
Trung tâm Phim truyền hình Việt Nam, hay còn gọi với tên đầy đủ là Trung tâm Phim truyền hình – Đài Truyền hình Việt Nam (tiếng Anh: Vietnam Television Film Center, viết tắt là VFC), là một đơn vị sản xuất phim và chương trình truyền hình trực thuộc Đài Truyền hình Việt Nam.
Trung tâm có chức năng chính là sản xuất phim truyền hình (cả chính luận và giải trí) để phát sóng trên các kênh của Đài Truyền hình Việt Nam, đồng thời là nhà sản xuất của một số thể loại chương trình truyền hình khác như hài kịch, talk show, chương trình truyền hình trực tiếp, chương trình truyền hình thực tế, gameshow...

## Lịch sử
Trung tâm Phim truyền hình Việt Nam có tiền thân là Công ty Nghe nhìn Việt Nam, được thành lập vào năm 1980. Năm 1996, đơn vị này mang tên là Hãng phim truyền hình Việt Nam và được sáp nhập vào Đài Truyền hình Việt Nam. Từ ngày 1 tháng 8 năm 2003, Hãng phim truyền hình Việt Nam đổi tên thành Trung tâm Sản xuất Phim truyền hình Việt Nam. Từ ngày 8 tháng 9 năm 2022, Trung tâm Sản xuất Phim truyền hình Việt Nam đổi tên thành Trung tâm Phim truyền hình Việt Nam.

## Lãnh đạo

### Lãnh đạo qua các thời kỳ
- NSND Nguyễn Khải Hưng (Giám đốc, từ 2003-2008)
- NSƯT Đỗ Thanh Hải (Giám đốc, từ 2009-2020)
- Nhà văn Trần Thùy Linh(phó giám đốc từ 2006-???)

### Lãnh đạo hiện nay
- NSƯT Lê Mạnh (Giám đốc)
- Nguyễn Khải Anh (Phó Giám đốc)
- Hồ Trọng Hữu (Phó Giám đốc)

## Giải thưởng
- Giải Bông sen bạc Liên hoan phim Việt Nam lần thứ XI cho phim Ảo ảnh giữa đời thường.[6]
- Giải Bông sen vàng Liên hoan phim Việt Nam lần thứ XIII cho phim Ba lẻ một.[7]
- Giải Bông sen bạc Liên hoan phim Việt Nam lần thứ XIV cho phim Không còn gì để nói.[8]
- Giải Cánh diều 2002:
  - Giải cánh diều bạc thể loại Phim hoạt hình (video) cho Cuộc phiêu lưu của Ong Vàng. [9]
  - Giải khuyến khích thể loại Phim truyện truyền hình ngắn tập cho phim Sang sông.[9]
  - Giải Cánh diều bạc thể loại Phim truyện truyền hình ngắn tập cho phim Ranh giới.[9]
  - Giải Cánh diều vàng thể loại Phim truyện truyền hình ngắn tập cho phim Không còn gì để nói.[9]
  - Giải khuyến khích thể loại Phim truyện truyền hình dài tập cho phim Đất và người.[9]
  - Giải Cánh diều bạc thể loại Phim truyện truyền hình dài tập cho phim Phía trước là bầu trời.[9]
- Giải Cánh diều 2003:
  - Giải Cánh diều bạc 2003 cho phim Những cánh hoa mong manh.[10]
- Giải Cánh diều 2004:
  - Bằng khen : thể loại phim truyền hình nhiều tập cho bộ phim Chuyện phố phường.[11]
- Giải Cánh diều 2005:
  - Thể loại phim truyền hình ngắn tập xuất sắc cho phim Một lần đi bụi.[12]
  - Đạo diễn xuất sắc thể loại phim truyền hình ngắn tập: đạo diễn Đỗ Đức Thành, phim Bảy ngày và một đời.[12]
- Giải Cánh diều vàng 2006:
  - Thể loại phim truyền hình nhiều tập cho phim Chạy án (đạo diễn NSƯT Vũ Hồng Sơn, trong loạt phim Cảnh sát hình sự).
  - Thể loại phim truyền hình ngắn tập cho phim Nhà có ba chị em (đạo diễn Đỗ Thanh Hải).[13]
- Giải Cánh diều 2007:
  - Cánh diều vàng thể loại phim truyền hình ngắn tập cho phim Mùa hè rớt.[14]
  - Giải Cánh diều bạc thể loại phim truyền hình nhiều tập cho phim Ma làng.[14]
  - Giải khuyến khích thể loại phim truyền hình nhiều tập cho phim Luật đời.[14]
  - Giải đạo diễn xuất sắc cho nghệ sĩ ưu tú Nguyễn Hữu Phần.[14]
- Giải Cánh diều 2008:
  - Cánh diều vàng thể loại phim truyền hình nhiều tập xuất sắc nhất cho phim Chạy án 2.[15]
  - Cánh diều bạc thể loại phim truyền hình nhiều tập cho phim Gió làng Kình.[15]
- Giải cánh diều 2009:
  - Giải cánh diều bạc thể loại phim truyền hình nhiều tập cho phim Bước nhảy xì tin.[16]
- Giải Cánh diều vàng 2010 Hạng mục Phim truyện video cho phim Bí thư Tỉnh ủy.[17]
- Giải Cánh diều 2011:
  - Bằng khen thể loại phim truyền hình cho bộ phim Chủ tịch tỉnh.[18]
- Giải Bông sen vàng 2013 thể loại phim truyện video cho phim Người cộng sự (2013).[19]
- Huy chương vàng Liên hoan truyền hình toàn quốc cho chương trình thiếu nhi Đi tìm ông trăng.
- Huy chương vàng Liên hoan truyền hình toàn quốc cho phim truyền hình Đàn trời[20] (đạo diễn Bùi Huy Thuấn).
- Giải Cánh diều 2019[21][22]:
  - Cánh diều vàng thể loại phim truyền hình: Về nhà đi con.
  - Cánh diều bạc thể loại phim truyền hình: Hoa hồng trên ngực trái.
  - Nam diễn viên chính xuất sắc: Ngọc Quỳnh (phim Hoa hồng trên ngực trái).
  - Nữ diễn viên chính xuất sắc: Hồng Diễm (phim Hoa hồng trên ngực trái).
  - Nam diễn viên phụ xuất sắc: Doãn Quốc Đam (phim Mê cung).
  - Nữ diễn viên phụ xuất sắc: Cao Thái Hà (phim Bán chồng).
  - Đạo diễn xuất sắc: NSƯT Nguyễn Danh Dũng (phim Về nhà đi con).
  - Diễn viên triển vọng: Bảo Hân (phim Về nhà đi con).
- Giải Cánh diều 2020:
  - Cánh diều vàng thể loại phim truyền hình: Hồ sơ cá sấu.
  - Cánh diều bạc thể loại phim truyền hình:
    - Tình yêu và tham vọng.
    - Hướng dương ngược nắng.
    - Yêu hơn cả bầu trời.

  - Nam diễn viên chính xuất sắc: Mạnh Trường (phim Hồ sơ cá sấu).
  - Nữ diễn viên chính xuất sắc: Lương Thu Trang (phim Hướng dương ngược nắng).
  - Nam diễn viên phụ xuất sắc: Thanh Sơn (phim Tình yêu và tham vọng).
  - Nữ diễn viên phụ xuất sắc: Trịnh Tuyết Hương (phim Cát đỏ).
  - Đạo diễn xuất sắc: NSƯT Nguyễn Mai Hiền (phim Hồ sơ cá sấu).

## Tranh cãi
Tập 36, 37 của bộ phim Lửa ấm phát sóng năm 2020 đã có những sai sót nghiêm trọng về kiến thức đối với phơi nhiễm và xử lý phơi nhiễm HIV/AIDS.